# Michael Lederer
Michael Lederer (Frankfurt-Höchst, 26 juni 1955) is een voormalige Duitse middellangeafstandsloper.

## Loopbaan
Tot een van Lederers beste prestaties behoort het verbeteren van het wereldrecord op de 4 x 1500 m estafette naar 14.38,8. Dit record liep hij op 17 augustus 1977 samen met zijn teamgenoten Harald Hudak, Karl Fleschen en Thomas Wessinghage. Het werd na 32 jaar, op 4 september 2009 tijdens de Memorial Van Damme in Brussel, verbeterd door een Keniaans team.
In 1976 won lederer een bronzen medaille bij de Wereld Studentenkampioenschappen veldlopen. Met een tijd van 25.24 eindigde hij achter de Brit Laurie Reilly (goud) en de Tsjech Vlastimil Zwiefelhofer (zilver).
Michael Lederers zoon heeft een dwarslaesie. Hij doet veel vrijwilligerswerk bij ARQUE (Arbeitsgemeinschaft für Querschnittgelähmte mit Spina bifida / Rhein-Main-Nahe e.V.).

## Persoonlijke records
| Onderdeel   | Prestatie | Datum            | Plaats    |
| ----------- | --------- | ---------------- | --------- |
| 1500 m      | 3.37,52   | 9 juni 1980      | Warschau  |
| 1 Eng. mijl | 3.57,74   | 5 september 1978 | Frankfurt |
| 2000 m      | 5.05,44   | 7 juli 1981      | Arnsberg  |
| 3000 m      | 7.51,4    | 1 mei 1976       | Bonn      |
| 5000 m      | 14.23,6   | 26 augustus 1973 | Duisburg  |